# Президент Тринідаду і Тобаго
Президент Тринідаду і Тобаго — голова держави Тринідад і Тобаго. Є представницькою фігурою, обирається депутатами парламенту Тринідаду і Тобаго на 5 років. Кількість строків обмежена двома. Посада створена після проголошення Тринідаду і Тобаго республікою у 1976 році.

## Список президентів
- Елліс Кларк — 1 серпня 1976 — 13 березня 1987
- Майкл Джей Вільямс (в.о.) — 13—19 березня 1987
- Нур Могаммед Гассаналі — 19 березня 1987 — 18 березня 1997
- Артур Робінсон — 19 березня 1997 — 17 березня 2003
- Джордж Максвелл Річардс — 17 березня 2003 — 18 березня 2013
- Ентоні Кармона — 18 березня 2013 — 19 березня 2018
- Пола-Мей Вікс — 19 березня 2018 — 20 березня 2023
- Крістін Карла Кангалу — 20 березня 2023 — і зараз